# Montsant (DO)
Pour les articles homonymes, voir Montsant.

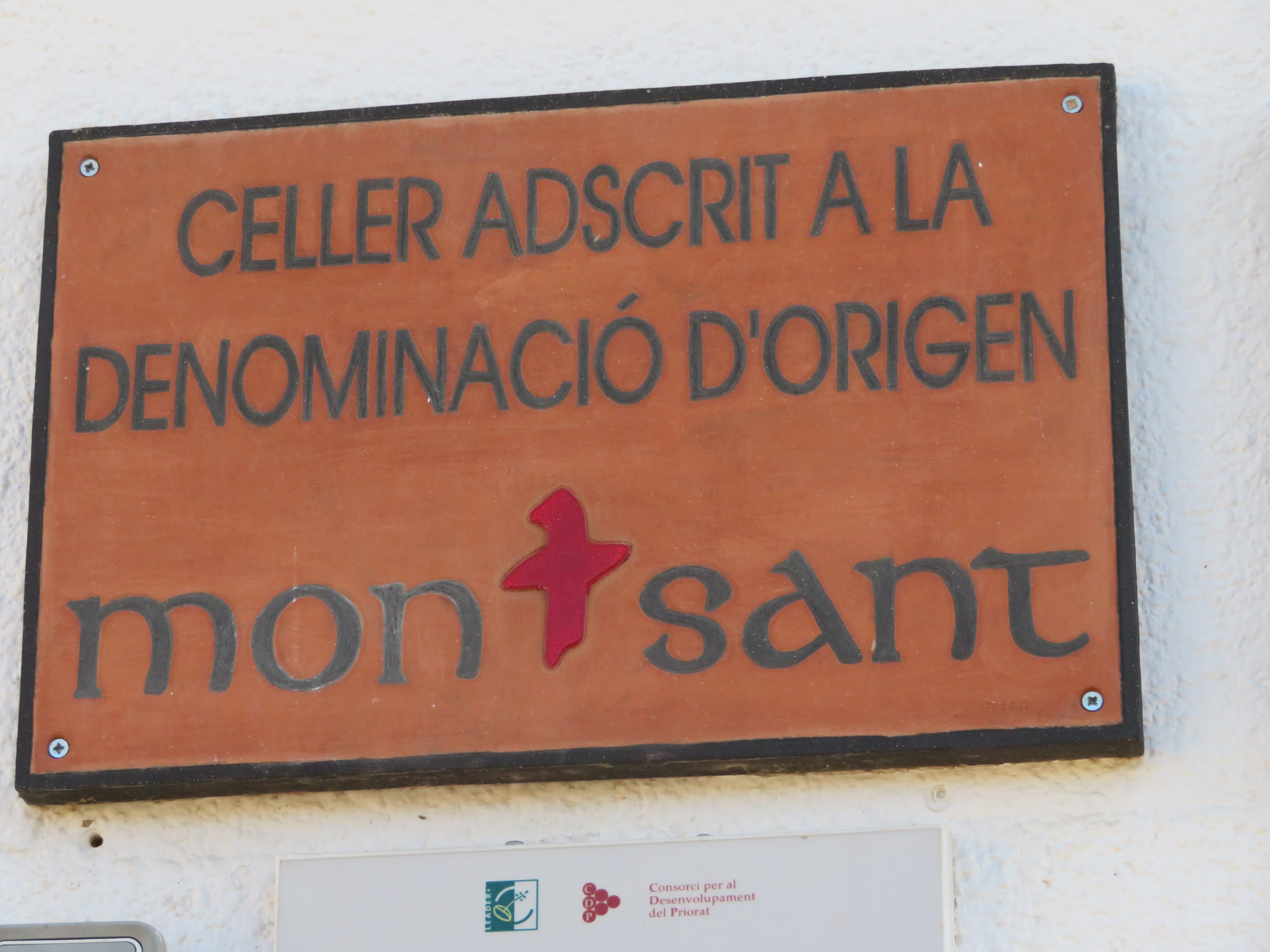
Montsant (DO)

Le montsant est un vin espagnol bénéficiant d'une dénomination d'origine protégée.
Il appartient au vignoble de Catalogne et est situé à l'ouest de Tarragone. Ses vignes s'étagent entre la mer Méditerranée et le massif homonyme.

## Géographie

Situation géographique du Montsant en Catalogne.

### Situation
Le vignoble du montsant est implanté

### Orographie et géologie

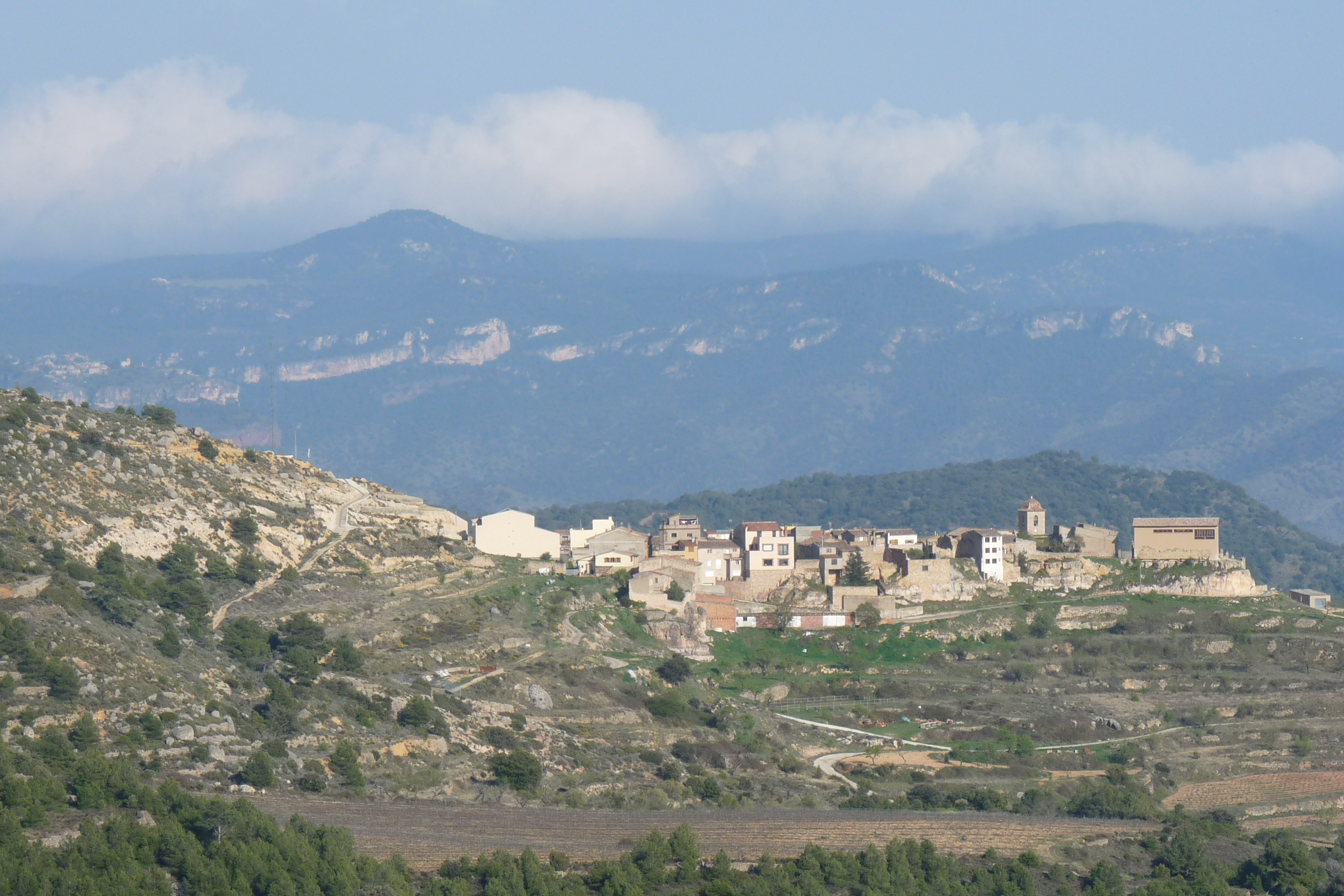
La Morera de Montsant au cœur des vignes.

### Climatologie
La station météorologique de Reus-aéroport se situe un peu au sud de l'aire d'appellation mais son climat en est très proche.
| Mois                              | jan. | fév. | mars | avril | mai  | juin | jui. | août | sep. | oct. | nov. | déc. | année |
| --------------------------------- | ---- | ---- | ---- | ----- | ---- | ---- | ---- | ---- | ---- | ---- | ---- | ---- | ----- |
| Température minimale moyenne (°C) | 4    | 5,1  | 6,6  | 8,4   | 11,9 | 15,7 | 18,6 | 19,3 | 16,5 | 12,3 | 7,6  | 5,2  | 10,9  |
| Température moyenne (°C)          | 8,9  | 10,1 | 11,6 | 13,4  | 16,7 | 20,6 | 23,7 | 24   | 21,2 | 17   | 12,4 | 10   | 15,8  |
| Température maximale moyenne (°C) | 13,8 | 15   | 16,7 | 18,4  | 21,5 | 25,4 | 28,7 | 28,8 | 25,9 | 21,7 | 17,2 | 14,7 | 20,7  |
| Ensoleillement (h)                | 106  | 164  | 199  | 223   | 243  | 264  | 308  | 264  | 201  | 184  | 160  | 138  | 2 509 |
| Précipitations (mm)               | 38   | 23   | 35   | 40    | 60   | 38   | 15   | 51   | 77   | 65   | 49   | 40   | 504   |

Les moyennes de température sont chaudes. Quatre mois consécutifs ont une température moyenne supérieure à 20 °C et durant six mois les maximales dépassent les 20 °C. De même, six mois consécutifs affichent un ensoleillement supérieur à 200 heures. Ces éléments favorisent une bonne maturité du raisin.
Les précipitations sont basses avec une moyenne annuelle de 504 mm. Cependant, l'alimentation hydrique est relativement régulière, hormis un déficit en juin et juillet. Néanmoins, les pluies de mai permettent de tenir et août apporte une réserve intéressante au moment où les raisins grossissent. L'humidité en septembre et octobre peut être bénéfique ou destructrice de qualité selon les années.

## Vignoble

### Encépagement

#### Raisins noirs
L'ordre de dénomination (équivalent du décret d'appellation en France) mentionne neuf cépages rouges. Les cépages traditionnels, carignan N localement nommé samsó, grenache noir N, mourvèdre N, localement nommé monastrell ou tempranillo N, nommé localement ull de llebre, côtoient des cépages français importés. Il s'agit des cabernet sauvignon N, merlot N, pinot noir N, syrah N et cabernet franc N.

#### Raisins blancs
L'ordre de dénomination mentionne douze cépages blancs. Comme pour les cépages noirs, les cépages locaux, maccabeu B, xarel-lo B, parellada B et subirat parent B, sont cultivés à côté de cépages importés depuis longtemps, comme le muscat d'Alexandrie B, le muscat blanc à petits grains B et le malvoisie de Sitges, ou des introductions récentes telles que le chardonnay B, le sauvignon B, le riesling B, le gewurztraminer Rs ou le chenin B.

### Service et gastronomie

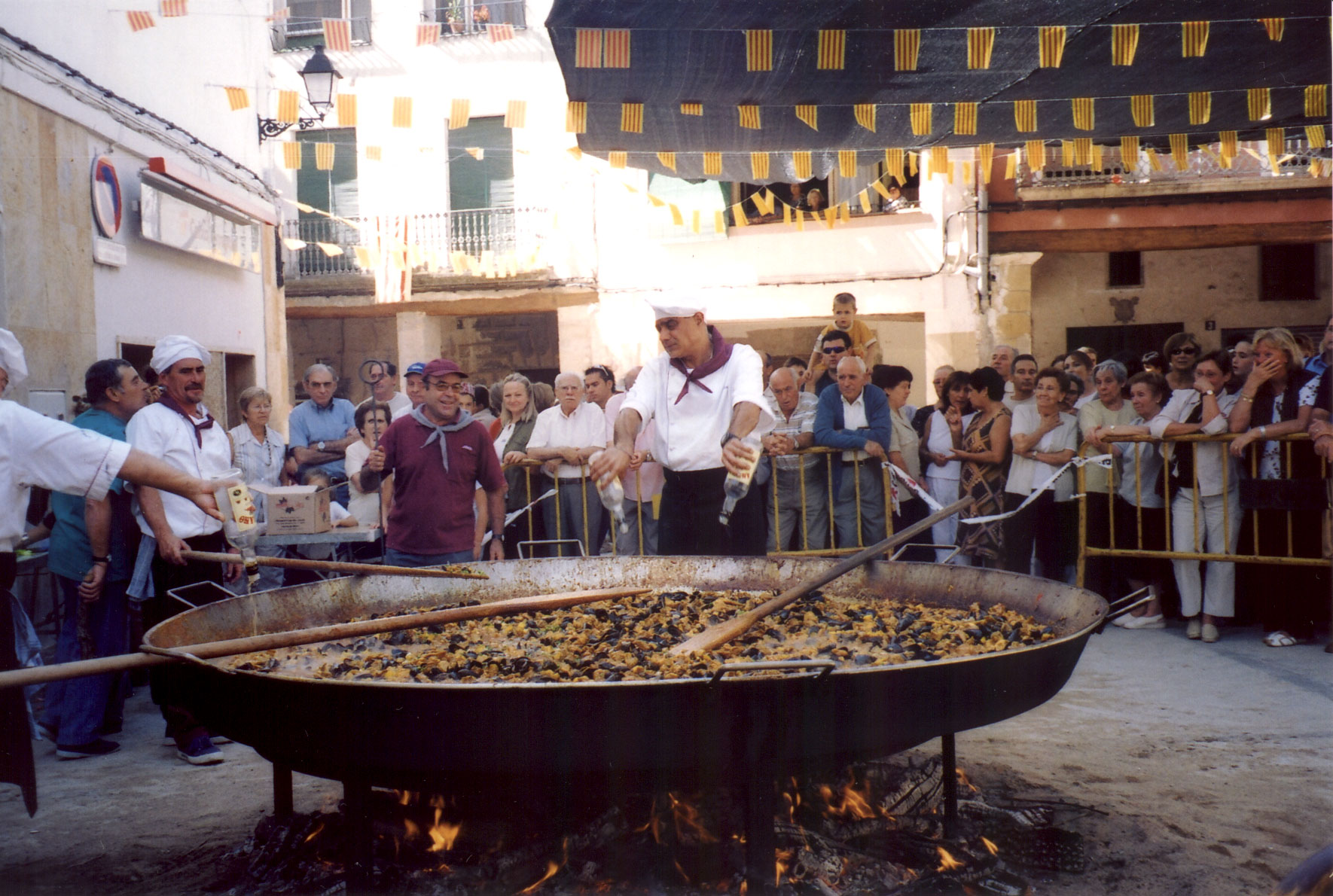
Paëlla géante, un plat que les vins de montsant accompagnent bien.